# Aldeias (Gouveia)
Aldeias é uma localidade portuguesa do município de Gouveia, na antiga província da Beira Alta, região do Centro e sub-região da Serra da Estrela, que foi sede da extinta Freguesia de Aldeias, freguesia que tinha 20,33 km² de área e 328 habitantes (2011), e, por isso, uma densidade populacional de 16,1 hab/km².
A Freguesia de Aldeias, constituída pelas povoações de Alrote e São Cosmado. foi extinta em 2013, no âmbito de uma reforma administrativa nacional, para, em conjunto com a Freguesia de Mangualde da Serra, formar uma nova freguesia denominada União das Freguesias de Aldeias e Mangualde da Serra.
Aldeias pertence à rede de Aldeias de Montanha.

## População
| Totais e grupos etários | Totais e grupos etários | Totais e grupos etários | Totais e grupos etários | Totais e grupos etários | Totais e grupos etários | Totais e grupos etários | Totais e grupos etários | Totais e grupos etários | Totais e grupos etários | Totais e grupos etários | Totais e grupos etários | Totais e grupos etários | Totais e grupos etários | Totais e grupos etários | Totais e grupos etários |
| ----------------------- | ----------------------- | ----------------------- | ----------------------- | ----------------------- | ----------------------- | ----------------------- | ----------------------- | ----------------------- | ----------------------- | ----------------------- | ----------------------- | ----------------------- | ----------------------- | ----------------------- | ----------------------- |
| Censo                   | 1864                    | 1878                    | 1890                    | 1900                    | 1911                    | 1920                    | 1930                    | 1940                    | 1950                    | 1960                    | 1970                    | 1981                    | 1991                    | 2001                    | 2011                    |
| Habit                   | 731                     | 829                     | 789                     | 827                     | 912                     | 814                     | 731                     | 934                     | 873                     | 711                     | 494                     | 460                     | 377                     | 341                     | 328                     |

|     | 0-14 anos | 15-24 anos | 25-64 anos | 65 e + anos |
| Hab | 38 \| 32  | 26 \| 30   | 153 \| 139 | 124 \| 127  |
| Var | -15,8%    | +15,4%     | -9,2%      | +2,4%       |

## Património
- Igreja Matriz de São Cosme;
- Capela de São Sebastião (lugar de Alrote).